# メールマガジンスタンド
メールマガジンスタンドは、個人がメールマガジンの発行や購読を可能とするサービスを提供するサイトの総称である。

## 概要
従来のメールマガジンはサイト管理者からサイト利用者に向けて情報を発信する形態が大半であったが、サイトを持たない個人でもメールマガジンの発行を行うことができるものとしてメールマガジンスタンドのサービスが増えてきている。その理由として、情報の多様化が挙げられる。
メールマガジンとは情報を提供するサービスであるので、情報を持つ側から情報を求める側に提供するものである。それがサイトの管理者（持つ側）と利用者（求める）の関係で成り立っていた。しかし、インターネットの普及により誰でも様々な情報を入手することが可能となるにつれて、個人でも情報の保持側となれるようになった。それにより、メールマガジンスタンドのサービスが普及していくことになる。

## サービス区分
提供サイトではいくつかのサービス区分が存在する。

有料／無料
無料でサービスを提供しているサイトも数多くあるが、メール形式や配信数など機能が制限される。
有料であれば、HTMLメールやエラーアドレスの削除、クリックカウンタなど機能が豊富に用意されている。
審査の有無
提供サイトの大手は審査が厳しい場合もある。
無益な情報を配信する発行者が多く存在すると、そのサイト自体のイメージダウンにつながるからである。
中小の提供サイトでは審査はほぼない。
広告の有無
メールマガジンに広告が自動的に挿入される仕組みとなっているサイトもある。
また、発行者が広告ばかりを掲載したメールマガジンを配信すると発行停止になる可能性もある。
PC／モバイル
PCとモバイル両方で提供するサイトも多い。情報の迅速性や特定の場所での情報取得を考慮してモバイルでのサービス強化を進めるサイトも多い。
コンテンツの特化
特定のコンテンツに特化したサイトも増えてきている。
現在の提供サイトの多くはサイト内に様々なコンテンツ（ジャンル）を用意しているが、大手を除いて、特定のコンテンツに特化したサイトのほうが発行者の絶対数が多い傾向にある。